# Yuki Onodera
Yuki Onodera (オノデラ ユキ, Onodera Yuki) est une photographe japonaise qui vit et travaille en France.

## Biographie
Née en 1962 à Tokyo, Yuki Onodera partage sa vie entre Tokyo et Paris depuis 1993.
Elle a étudié la mode à l'école de design de Kuwazawa à Tokyo.

## Expositions
- 1995,  « Portrait of Second-hand Clothes », Institut français de la mode, Paris
- 2009, Galerie RX, Paris
- 2012, "La photographie en apesanteur", Musée Nicéphore-Niépce
- 2015, Maison européenne de la photographie, Paris
- 2017, Pierre-Yves Caër Gallery, Paris
- 2022, « La clairvoyance du hasard », Centre de la photographie de Mougins

## Prix
- 2001 : Prix Higashikawa
- 2002 : Prix Ihei Kimura
- 2006 : Prix Niépce

## Style et technique
Onodera aime manipuler les images en utilisant la technique du collage ou en jouant avec son objectif, par exemple en introduisant une perle à l’intérieur de son appareil photo. 
Le hasard, même s’il est contrôlé, joue alors un grand rôle dans son œuvre. 
L’élégance de ses grands clichés noir et blanc s’accompagne d’une grande subtilité de cadrage et de thème. Le spectateur ne doit jamais se contenter de sa première impression; il doit toujours affiner sa lecture des photos d'Onodera pour s’approcher de leur vérité.

## Publications
- (en) How to Make a Pearl, Nazraeli, 2002
- (en) Transvest, Nazraeli Press, 2005  (ISBN 978-1590050866)